# 奈良県立橿原公苑野球場
奈良県立橿原公苑野球場（ならけんりつ・かしはらこうえん・やきゅうじょう）は、奈良県橿原市の橿原公苑にある野球場である。
命名権の公募により佐藤薬品工業がこれを取得し、2010年7月1日から3年間（年間500万円）の契約で「佐藤薬品スタジアム（さとうやくひんスタジアム）」の愛称が付けられていた。
2024年7月1日から、「さとやくスタジアム」に愛称変更が行われた。

## 概要
全国高等学校野球選手権奈良大会のメイン会場など、高校野球や社会人野球などの主要大会で使われており、奈良市鴻ノ池球場と並ぶ奈良県下最大の球場と位置づけられている。なお2008年以降、奈良県内の高校は学校再編による出場高校減少により、高校野球奈良大会は当橿原球場のみでの開催となっている。2012年には関西独立リーグに参加した大和侍レッズが本拠地として使用した。
なお、奈良県では2031年の国民スポーツ大会の開催が予定されており、奈良県と橿原市では県立橿原公苑と市営橿原運動公園の用地を全面交換（差額は金銭補償）する計画が進められている（奈良県立橿原公苑を参照）。なおその市営橿原運動公園にも硬式野球場がある。

## 歴史
- 1952年（昭和27年）7月 - 開場。同年9月には球場初のプロ野球公式戦、近鉄パールス対毎日オリオンズが行われた[5]。
- 1984年 - わかくさ国体の野球会場として使用された。決勝では取手二高が桑田・清原のいたPL学園に5-4で勝ち優勝した[6]。
- 2001年 - スコアボードを手書きパネルから磁気反転式に変更。
- 2010年 - 2010年7月1日から2013年6月30日の3年間（年額500万円）の契約で「佐藤薬品スタジアム」となる[1]。
- 2010年6月 - 内野の黒土を入れ替え、外野の天然芝を人工芝に張り替え、排水設備の改修などの工事が終了[7]。
- 2010年7月4日 - 大和高田クラブとNOMOベースボールクラブによる改修記念試合が行われ、大和高田クラブが1-0でサヨナラ勝ち。試合後には少年野球教室が開かれた[8]。
- 2012年、ボク達同級生!プロ野球昭和40年会VS48年会が開催・収録され奈良県橿原市出身の三浦大輔も参加した。選手・元選手による地元の少年野球への指導も行われた。放送は2013年1月[9]。
- 2013年5月 - 同年6月で命名権の期限は切れることになっていたが2016年6月末まで延長し年間800万円まで増額した[10][11]。
- 2013年7月6日・7月7日 - 女子プロ野球のティアラカップ奈良大会が行われた[12][13][14][15]。
- 2015年9月23日 - プロ野球 ウエスタン･リーグ公式戦、オリックス・バファローズ対阪神タイガースにおいて、１日限定の「スタジアムニックネーム」として球場を「佐藤薬品バファローズスタジアム」と呼ぶ事に。[16][17][18][19][20]同様の試みは以後ウエスタンのオリックス主催試合でも行われ、2016年では4月10日（対広島東洋カープ）・8月21日（対阪神）に行われた。
- 2016年6月 - 命名権の契約を再更新。2019年6月末までで年額800万円を継続[21]。

## 施設概要
鉄筋コンクリート造2階建
- グラウンド面積：12,572m2
- 両翼：93m、中堅：120m
- 収容人員 9,347人（特別席1,847、内野席3,000、外野席4,500）
- 照明：45灯用照明鉄塔6基（内野1,200Lx、外野700Lx）（プロ野球一軍ナイトゲーム開催不可）
- スコアボード：磁気反転式

## 交通
- 近鉄橿原線の「畝傍御陵前駅」から徒歩5分。
- 近鉄橿原線または近鉄南大阪線の「橿原神宮前駅」から徒歩5分。
- 駐車場：橿原公苑内に約200台分。